# 死の猟犬
『死の猟犬』（しのりょうけん、原題：The Hound of Death and Other Stories）は、1933年に発表されたイギリスの小説家アガサ・クリスティの短編集である。
全12編の収録作中唯一の推理小説で、知名度が高い『検察側の証人』を除くと、心霊現象をテーマにしたホラー小説などで構成された短編集となっている。
日本語の初訳は『クリスチィ短編全集1』（1966年、創元推理文庫）である。

## 収録作品
死の猟犬（しのりょうけん、The Hound of Death）
奇妙な縁から、第一次世界大戦中にベルギーで怪奇現象を起こしたと噂される修道女に会う気になったアンストラザーは、イギリスに避難してきた彼女を診ているという医者と知遇を得る。アンストラザーと医者は、コーンウォールの絶壁に建つ医者の持ち家に住む彼女を訪ねた。大戦中、ベルギーの修道院に押し入ろうとしたドイツ軍の部隊が大爆発とともに全員吹き飛んだが、修道院もドイツ兵も爆薬は持っておらず、村人は修道女が念じて爆発が起きたと噂し、修道院の廃墟に残った巨大な黒い犬のような形の痕を「死の猟犬」と呼んで恐れていた。修道女はアンストラザーに、事件以来ずっと見続けている幻覚に登場する不思議な都市と、そこで何世紀にもわたり続いてきた水晶を象徴とする信仰、来るべき時に向けて順番に示される「しるし」の話をする。彼女は、幻覚の中でドイツ兵に「猟犬」を差し向けた自分の行為が現実に起こったことだったと知って驚く。彼女はアンストラザーに、医者が純粋に自分の心身の面倒をみているのではなく、どうも「しるし」の力と秘密を知ろうという不純な動機があるのではないかという恐れを告白する。
赤信号（あかしんごう、The Red Signal）
晩餐会の席で予兆や直感の話で盛り上がる一同。参加者は高名な精神科医であるアーリントン卿とその甥ダーモット、美貌だがどこか愚かしいエヴァーズレイ夫人、そしてダーモットの親友であるジャック・トレントとその妻でダーモットが密かに想いを寄せる美しいクレアの5人。席上でダーモットは自分の身に危険が迫った時に感じる予兆の話をする。それはいつも「赤信号」のイメージで彼にもたらされ、これまで彼が危機に瀕した時はいつもそれを感じていた。そして皆には言わなかったがダーモットはその夜もその予兆を感じていた。話が一段落ついた頃、余興として呼ばれた霊媒師は「家には帰るな」という忠告を発する。それはその場に居た三人の男性（ダーモット、アーリントン卿、ジャック・トレント）のいずれかに向けられたものだった。不安を感じる一同だったが、ダーモット以外の二人はさほど気に留める様子もない。しかし帰宅したアーリントン卿が死体で発見される。霊媒師の忠告は的を射たものであった。
第四の男（だいよんのおとこ、The Fourth Man）
聖職者のパーフィットは汽車の車中で三人の男性と相席になる。パーフィットは顔見知りだった弁護士とその連れの医者と雑談を始めた。三人がある多重人格と見なされた女性の奇妙な症状とその不可解な死について話し合っていると、それまで身じろぎせずに黙っていた四人目の男が突然笑い出した。ラウールと名乗るその男は、三人が話題にしていた女性、フェリシー・ボウルの幼馴染で、彼女の死の真相についてアネット・ラヴェルという別の女性の人生の物語と合わせて語り始めた。
ジプシー（The Gipsy）
マックファーレンに自分がなぜジプシー嫌いになったのかを話す友人ディック。彼によると小さな頃から夢に登場するジプシーに悩まされ、また現実でジプシーに会う度に予言的な忠告をされ、しかもそれが現実のものとなったのだという。知り合いの家を訪れたある日、そこにいた美貌のホワース夫人から同じように忠告を受けたのだと語った。夫人はどういうわけかディックが手術を受けようとしている事を知っており、それに対し「自分なら受けない」と言い、思い直すように薦めたという。しかしディックは忠告を無視して手術を受け、死亡してしまう。不幸な結末を予見していたらしいホワース夫人に興味を持ったマックファーレンは彼女を訪問する。
ランプ（The Lamp）
長い間誰も住んでいなかった貸家を訪れたランカスター夫人と不動産屋。家賃がこれだけ安いのは何かあるのではと聞いた夫人に、餓死した子供の泣き声が聞こえると噂なのだと不動産屋は答える。それでも現実的で怪奇現象を信じない夫人はこの家を借りることにした。しかし夫人の幼い息子は子供の声を聞き、次第にそれに取り憑かれていく……。
ラジオ（Wireless）
ハーター夫人を診察した医者は、彼女とその甥チャールズに生活上の注意を行う。彼女には何よりも精神的な気晴らしが大切なのだと。チャールズはハーター夫人に、気晴らしのため部屋にラジオ受信機を設置してはどうかと提案し、夫人は渋りながらもお気に入りの甥の言う通りにする。しかしそのラジオから夫人の亡き夫の声が聞こえるようになり……。
検察側の証人（けんさつがわのしょうにん、The Witness for the Prosecution）
親しくしていた裕福な年輩女性を殺した容疑で捕まったハンサムな青年レナード。弁護士のメイハーンは彼の無実を証明しようとする。レナードによれば妻がアリバイを証明してくれるという。しかし、アリバイを証明してくれるはずの彼の妻は、あろうことか夫に不利な証言をすると言い出した。

青い壺の謎（あおいつぼのなぞ、The Mystery of the Blue Jar）
趣味のゴルフをするためにゴルフ場へやってきたジャックはそこで「人殺し」と叫び、助けを呼ぶ女性の声を聞く。付近に一軒しかない家へ駆けつけたジャックだったが、そこにいた女性は声などあげていないし叫び声も聞こえなかったという。同じようなことが何度も続くが、どうもその叫び声は彼にしか聞こえないらしい。
アーサー・カーマイクル卿の奇妙な事件（アーサー・カーマイクルきょうのきみょうなじけん、The Strange Case of Sir Arthur Carmichael）
心理学者カーステアズ博士は一通の電報で友人に呼び出される。文にはカーステアズと面識のあるカーマイクル卿の名があり、文面は彼の息子であるアーサーについて言及されていた。駅で出迎えてくれた友人によると、いたって健康な上流階級の青年だったカーマイクル卿の息子が一晩にして狂人になってしまったのだという。卿の屋敷に向かったカーステアズは、そこで動物同然になってしまったアーサーの姿を見て驚愕する。
翼の呼ぶ声（つばさのよぶこえ、The Call of Wings）
晩餐会の帰りに知人の牧師と幸福について語り合う百万長者のヘイマー。牧師と別れたヘイマーは路上で奇妙な楽器で奇妙な曲を吹く足のない男に出会う。足を失った経緯を訊ねるヘイマーに、男は「あれは邪悪なものだった」と言い、自分の不具に満足気な様子を見せる。彼の奏でる曲を聴いているうちにヘイマーは上へと引っぱられていく感覚を覚え、夜毎それが続くうちに次第にこの世の全てを苦痛に感じ始める。
最後の降霊会（さいごのこうれいかい、The Last Séance）
霊媒として有名な婚約者のシモーヌに会いにいったラウール。シモーヌはこれ以上霊媒となるのを嫌がったが、ラウールはこれで最後とするから今日の降霊会はやってほしいと頼む。もうすぐその依頼人がやって来る時間である。依頼人は幼い子供を失った母親だった。
S・O・S（S・O・S）
四方に何もない場所に住むディンズミード一家のもとに訪問者が現れる。訪問者は嵐に遭った上に自動車がパンクし、道に迷っていたモーティマー・クリーブランドという人物だった。モーティマーは一家にもてなされ、一晩泊めてもらうことになったが、彼は眠ることになった部屋のテーブル上の埃にS・O・Sの文字を発見する。モーティマーは直感的にそれをディンズミード氏の二人の娘であるシャーロットとマグダレンのいずれかの仕業と推測する。

## 映像化
『アガサ・クリスティー・アワー』（原題：The Agatha Christie Hour）は、アガサ・クリスティーのミステリー短編を原作とし1982年に放送されたイギリスの1時間テレビドラマのミニシリーズ。製作はテムズ・テレビ（Thames Television International）。シリーズは、1982年9月7日から11月16日まで全10話が放送された。そのうち3話は『死の猟犬』収録作よりとられている。
- 第4話「第四の男（The Fourth Man）」（英国）1982年9月28日放映 監督=マイクル･シンプソン
- 第7話「青い壺の秘密（The mystery of the blue jar）」（英国）1982年10月19日放映 監督=シリル・コーク
- 第8話「赤信号（The Red Signal）」（英国）1982年11月2日放映 監督=ジョン・フランカウ